# Dansaire gris
El dansaire gris (Saltator coerulescens) és un ocell de la família dels tràupid (Thraupidae).

## Hàbitat i distribució
Habita el bosc obert, vegetació secundària, bosc de ribera i arbusts de les terres baixes des de Mèxic, en Sinaloa, oest de Durango, est de San Luis Potosí i sud de Tamaulipas, cap al sud, fins al centre de Costa Rica. Terres baixes del nord i est de Colòmbia, Veneçuela, Trinidad i les Guaianes, cap al sud, a través de l'est de l'Equador, est del Perú, Bolívia i l'Amazònia, centre i est del Brasil fins Uruguai i nord de l'Argentina.

## Taxonomia
Alguns autors consideren que en realitat es tracta de tres espècies:
- Saltator coerulescens (sensu stricto) - dansaire gris amazònic.[3]
- Saltator grandis (Deppe, 1830) - dansaire gris septentrional[4]
- Saltator olivascens Cabanis, 1849 - dansaire gris del Carib[5]